# Козенца (провінція)
Провінція Козе́нца (італ. Provincia di Cosenza) — провінція в Італії, у регіоні Калабрія. 
Площа провінції — 6 650 км², населення — 733 638 осіб.
Столицею провінції є місто Козенца.

## Географія

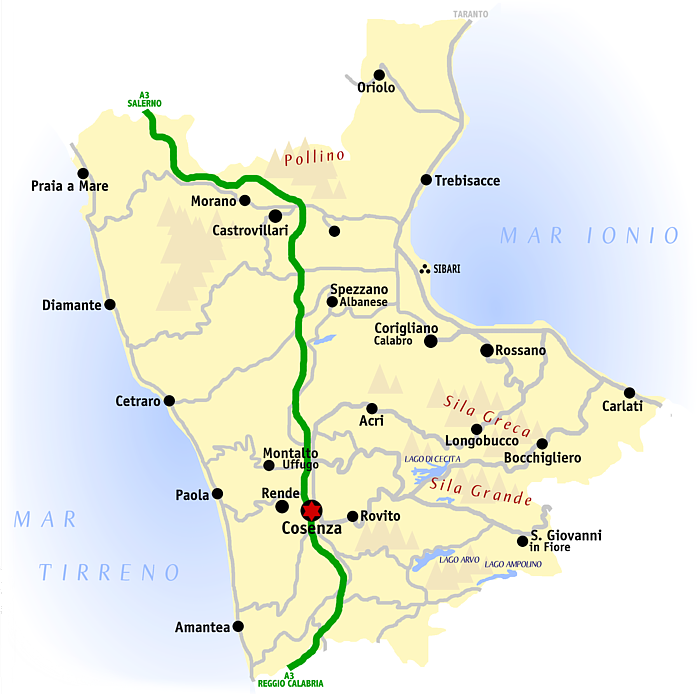
Мапа провінції

Межує на півночі з регіоном Базиліката (провінцією Потенца і провінцією Матера), на півдні з провінцією Катандзаро і провінцією Кротоне.

## Основні муніципалітети
Найбільші за кількістю мешканців муніципалітети (ISTAT):
| Муніципалітет         | Населення (2006) |
| --------------------- | ---------------- |
| Козенца               | 69.868           |
| Корільяно-Калабро     | 38.509           |
| Россано               | 37.546           |
| Ренде                 | 35.124           |
| Кастровілларі         | 22.663           |
| Акрі                  | 22.295           |
| Сан-Джованні-ін-Фйоре | 18.566           |